# Luis Garicano
Luis Garicano Gabilondo (ur. 10 kwietnia 1967 w Valladolid) – hiszpański ekonomista, nauczyciel akademicki i polityk, profesor University of Chicago, London School of Economics i IE Business School, wiceprzewodniczący Partii Porozumienia Liberałów i Demokratów na rzecz Europy, poseł do Parlamentu Europejskiego IX kadencji.

## Życiorys
Absolwent ekonomii (1990) i prawa (1991) na Universidad de Valladolid. W 1992 ukończył studia europejskie w Kolegium Europejskim w Brugii. Kształcił się następnie na University of Chicago, gdzie uzyskał magisterium (1995) i doktorat (1998) w dziedzinie ekonomii.
Na początku lat 90. pracował jako ekonomista w Komisji Europejskiej. W latach 1998–2008 był wykładowcą na University of Chicago, od 2006 w randze profesora. Pracował w międzyczasie m.in. w MIT Sloan School of Management i London Business School. Zawodowo związany również z London School of Economics. W latach 2007–2008 był dyrektorem do spraw badań na wydziale zarządzania. W 2009 objął w LSE stanowisko profesora ekonomii. W latach 2007–2011 był dyrektorem w jednym z programów prowadzonych przez Centre for Economic Policy Research w Londynie. W 2017 został profesorem w madryckiej szkole biznesowej IE Business School.
Powoływany w skład rad redakcyjnych takich czasopism jak „Journal of the European Economic Association”, „The Review of Economic Studies” i innych. Publikował także w prasie codziennej (m.in. w „El País”), zasiadał w radzie dyrektorów banku Liberbank.
Zaangażował się również w działalność polityczną. W 2015 został członkiem władz krajowych ugrupowania Obywatele – Partia Obywatelska, stając się głównym ekonomistą tej formacji. W 2016 powołany na wiceprzewodniczącego Partii Porozumienia Liberałów i Demokratów na rzecz Europy. W 2019 otwierał listę wyborczą swojej partii w wyborach europejskich, uzyskując mandat eurodeputowanego IX kadencji. W 2022 zrezygnował z mandatu w związku z podjęciem pracy naukowej na Uniwersytecie Columbia.